# Histoire du droit canonique
Le droit canonique est celui qui régit l'Église catholique (à la fois l'Église latine et les Églises catholiques orientales), les Églises orthodoxes et orthodoxes orientales et les Églises nationales individuelles au sein de la Communion anglicane. Apparu dès les premiers siècles du christianisme, il ne cesse de s'adapter pour suivre les évolutions de la société et de l'institution. À l'instar du droit romain, l'approche historique du droit canonique fait souvent partie des enseignements d'histoire du droit.

## Aux premiers siècles
Les premières sources du droit canonique peuvent être trouvées dans le Nouveau Testament, principalement dans les Actes des Apôtres, qui montrent les efforts de la jeune communauté pour se structurer et se donner des règles. Devant le développement exponentiel des communautés chrétiennes, le besoin se fait en effet pressant. La Didaché, ou Doctrine des douze apotres, qui date probablement de la fin du Ier siècle, traite ainsi du baptême, de l'eucharistie et du clergé. Quelques années plus tard, la Tradition apostolique, attribuée au prêtre Hippolyte, traite de l'ordination ; le Pasteur d'Hermas et la Didascalie des apôtres (v. 230) s'inscrivent dans la même veine. Les Constitutions apostoliques, en six livres, attribuées à Clément de Rome, représente la première tentative de compilation. Elles seront toutefois condamnées en 691.
C'est cependant au IIIe et au IVe siècle que le droit canonique naît véritablement, après la conversion de Constantin. La période voit un foisonnement des conciles, qu'ils soient œcuméniques ou provinciaux. Aux décrets des conciles s'ajoutent les décrétales : il s'agit de lettres rédigées par le pape en réponse à une question sur un point précis de discipline. La plus ancienne connue, adressées aux Gaulois, est attribuée à Damase (366–384) ou à Sirice (384–399). À ce stade, le droit romain constitue un modèle important, par exemple en matière de procédure ou de biens.

### Collections chronologiques
Rapidement, les décrétales comme les décrets conciliaires sont compilés afin d'être plus commodément utilisables. La plupart du temps, ces collections sont constituées par des anonymes et de manière non officielle. Les documents étant triés par ordre chronologique, on parle de « collections chronologiques ». Elles constituent le seul canal par lequel les anciens décrets et décrétales nous sont connus. Pourtant, ce travail de compilation n'est pas toujours très soigneux : les compilateurs tronquent et interpolent sans vergogne ; ils recopient souvent sans vérification des sources douteuses et n'hésitent pas parfois à fabriquer de toutes pièces. La première collection, dite d'Antioche, apparaît en Orient au milieu du IVe siècle.
En Occident, la plus connue est la Dionysiana, du moine sarmate Denys le Petit, qui traduit les décrets des conciles grecs et rassemble les décrétales pontificales. Complétée par le pape Adrien Ier, elle est envoyée en 774 à Charlemagne, qui lui donne une large diffusion. Éclipsant les autres collections  italiennes — la Quesnelliana et l’Avellana notamment —, elle n'est concurrencée que par une collection espagnole, œuvre d'Isidore de Séville : l'Hispana (avant 633). Complétée régulièrement jusqu'à la fin du VIIe siècle, elle est copiée avec la loi des Wisigoths et bénéficie donc, elle aussi, d'une diffusion importante.

### Collections systématiques
Ces collections chronologiques sont complétées par des collections systématiques, regroupant les textes par catégories. Ainsi de la Synagogè de Jean le Scolastique (v. 550), de la Breviatio de Ferrand de Carthage (milieu du VIe siècle), des Capitula de Martin de Braga (v. 680), de l’Hispana Gallica (fin du VIIIe siècle) puis de la Dacheriana (compilation de l’Hispana et de la Dionysiana), à l'époque carolingienne. Rançon du succès, de plus en plus de collections de faux circulent : c'est le cas des capitulaires de Benoît le Lévite (v. 847) et de ceux d'Enguerrand de Metz, et surtout des Fausses décrétales, ou Pseudo-Isidoriana (v. 847–852), qui rassemblent avec beaucoup de talent les collections précédentes. Dans leur zèle, les compilateurs n'hésitent pas toutefois à forger de toutes pièces des décrétales attribuées aux premiers papes, dans le but d'appuyer le mouvement de réforme de l'Église. Utilisée dès le pontificat de Nicolas Ier (858–867), elle est longtemps considérée comme authentique et son influence sur le droit ultérieur est considérable.
Au Xe siècle, l'activité des compilateurs se poursuit. Deux grandes collections sortent du lot. La première est celle d'Abbon de Fleury (v. 988–996), dédiée à Hugues Capet et à Robert le Pieux. Elle présente la caractéristique de mêler aux textes eux-mêmes un commentaire de l'auteur. Malgré tout, elle ne rencontre qu'un succès restreint. Au contraire, le Decretum (v. 1008–1012) de Burchard de Worms, comptant 20 livres et 1780 canons, est largement diffusé.

## De la Réforme grégorienne au Grand Schisme
Née au Xe siècle sous le pontificat de Léon IX, le mouvement de la Réforme grégorienne à réformer une Église en crise, fragilisée, juge-t-on, par le nicolaïsme et la simonie, mais aussi par un pouvoir fragmenté. La papauté entend s'imposer comme source du droit et de l'autorité, comme en témoigne le Dictatus papæ de Grégoire VII. Pour ce faire, il lui faut des bases juridiques solides. Le droit canonique devient donc un argument des prétentions pontificales. Les canonistes se font de plus en plus importants à la cour pontificale. Lorsque l'Université de Bologne naît en 1088, le droit canonique occupe une place d'honneur ; l'établissement fournira ensuite beaucoup de canonistes de premier rang à l'Église.
C'est dans cette lignée que s'inscrivent les travaux d'Anselme de Lucques, du cardinal Deusdedit ou encore de Bonizo de Sutri. En France, Yves de Chartres rédige vers 1090–1095 la Tripartita (dossier de notes), le Decretum (vaste compilation) et la Panormia (aide-mémoire résumant le précédent), trois ouvrages d'une grande rigueur et d'une grande profondeur d'analyse, en particulier sur la Querelle des Investitures. En Angleterre, la compilation de Lanfranc, archevêque de Cantorbéry, lui sert directement dans ses efforts de réforme.